# マンガ学 マンガによるマンガのためのマンガ理論
『マンガ学 マンガによるマンガのためのマンガ理論』（マンガがく マンガによるマンガのためのマンガりろん、原題Understanding Comics: The Invisible Art）は漫画で描かれた漫画理論書である。アメリカの漫画家スコット・マクラウドの原作・作画により1993年に刊行された。マンガにしかできない表現とその魅力について紹介している。カラー印刷。最初の日本語訳は1998年に美術出版社から刊行され、約20年後の2020年に復刊ドットコムより新訳が刊行された。

## 概要
『マンガ学』はツンドラ・プレスから1993年に初版が発行され、キッチンシンク・プレス、DCコミックスのパラドクス・プレス、ヴェルティゴ・コミック、およびハーパーペレニアル社から再版された。著者のスコット・マクラウドは1960年生まれである。
本書では、「漫画（comics）」の定義、漫画メディアの歴史的発展、基本用語、そして本作自体で使用されている様々な漫画の手法が取り扱われている。本書は英語圏において、漫画という表現形式とコミュニケーション媒体に関する、もっとも広範囲に読まれ大きな影響を及ぼした理論書である。また、本書は物語を綴るという目的以外への漫画表現の大規模な応用の一例としても注目に値する。
漫画は、抽象性（図形）・具象性（リアリティある絵）・意味性（言語）のピラミッドで構成されていると見なし、コマとコマとの間で起こる不思議な効果（コマ間）、時間と空間の同時表現（日本漫画の特異性）、描線と吹き出しの効果、言語（言葉）と絵の相互作用、形式・文法・構成の位置づけ、色彩について解説されている。
本書のレタリングはボブ・ラパン（Bob Lappan）が手掛けている。原題の『Understanding Comics』は、マーシャル・マクルーハンの主著『Understanding Media』（日本語訳題『人間拡張の原理』『メディア論』）をもじったものである。

## 評価と影響
『マンガ学』はアート・スピーゲルマン、ウィル・アイズナー、ギャリー・トゥルードー（トゥルードーは本書をニューヨーク・タイムズの書評で取り上げた）等の著名な漫画家からの賞賛を受けており、マッキントッシュコンピュータの共同開発者アンディ・ハーツフェルドは、本書を「これまでに書かれた視覚的ユーザーインターフェイスの設計に関する書籍の中で、最も洞察に満ちた一冊」と述べている。
ビジネス界で広く読まれている著述家のダニエル・ピンクはその主著『ハイ・コンセプト』（原著2005年刊。日本語訳2006年刊、大前研一 訳）に「『この本は、これまで読んだ本の中でも最高の部類に入る』というと、皆大笑いするのだが、彼らは全然わかっていない」と記して大絶賛している。ピンクは本書の影響を受け、日本の漫画を研究するため日本に滞在し、2008年に刊行した『ジョニー・ブンコの冒険 : デキるやつに生まれかわる6つのレッスン』は全編をマンガで制作した。
本書は世界の漫画研究者から重要な基礎文献と評価されている。著者マクラウドが本書で示した結論の多くは議論を呼んでいるが、本書における漫画の「記号」性に関する考察と、「コマ間」の概念は、漫画表現に関する議論の一般的な基準点となった。

## 続編
スコット・マクラウドは本書と同じ漫画形式により、漫画というメディアが変化し成長するための手法を提言する『Reinventing Comics: How Imagination and Technology Are Revolutionizing an Art Form』（2000年）と、漫画を構成する基本的な手法についての研究である『Making Comics』（2006年）の二冊の続編を上梓している。

## 日本語訳
岡田斗司夫が米国の出版エージェントから原著を渡され、一読して本書の革新性に気付いた。岡田がそれまで高く評価していた漫画技法書の著者である竹熊健太郎、夏目房之介に見せたところ、ぜひ日本語訳を出せと言われ、岡田自身が出版社（美術出版社）と翻訳者（海法紀光）を見つけ、1998年（平成10年）10月15日に岡田斗司夫監訳により日本語訳が刊行された。
2020年（令和2年）刊行の「完全新訳版」では、一部の術語については原語を併記している。これは海外のコミックス研究を参照する読者を意識したものである。